# Gaspar Guerau de Montmajor
Gaspar Guerau de Montmajor, o a veces Grau de Montmajor o latinizado como Gravius (Onteniente, 1557 - Alcalá de Henares, 1600) fue maestro en artes (1578) y catedrático de oratoria en la Universidad de Valencia (1579-1581), pero fue expulsado por su conducta insolente.
En 1585 aprovechó las fiestas que ofreció el Studium Generale al rey Felipe II en la Real para vengarse del claustro de profesores con la caricatura mordaz, Breve descripción de los maestros que fueron a besar las manos sanas de su majestad, en estilo de Jaume Roig. En 1586 fue readmitido en la Universidad, pero excluido de nuevo en 1590. Se trasladó a Alcalá de Henares, donde enseñó retórica. Dejó manuscritas diversas Oraciones latinas y parece que tradujo al latín Lo llibre de consells, de Jaume Roig. Murió en el año 1600 en la localidad madrileña de Alcalá de Henares.

## Biografía
Guerau de Montmajor nació en Ontinyent en 1557. Ya en su pubertad marchó a Valencia, según se desprende de su solicitud al consejo de aquella capital porque le eximiera, por pobreza, del pago de derechos de estudios del bachillerato en artes; tenía entonces trece años.
Parece que empezó a estudiar medicina, estudios que no continuó. Bien pronto destaca como docto y estudioso al tener como profesores a fray Bartolomé Saló y a Bossulo. En 1577, a los veinte años de edad, ganó por oposición la regencia de la contraclase de Oratoria de la Universidad de Valencia, y graduarse en bachiller en Artes y Teología. En 1579 y 1580 ejerce la cátedra primera de Retórica y Oratoria, de la cual es desposeído en 1581 por disensiones con los rectores y claustro. Fue dado como motivo para esta destitución el carácter independiente de Guerau, que no se acoplaba a las normas de enseñanza que se le dictaban, pero el motivo verdadero tuvo que ser otro, puesto que llegó a estar detenido unos días en la mazmorra de la Universidad.
Posteriormente se le restituye la cátedra de Retórica (1583 o 1589?), con la obligación de ciertas lecturas sobre Cicerón y César. El 12 de septiembre de 1590 nuevamente le quitan la cátedra. En el curso de 1592 ya se encuentra como catedrático de Retórica a la Universidad de Alcalá de Henares, ciudad en la que murió en 1600.
No hay duda que su valía, ingenio, rebeldía y mordacidad, le convirtieron en promotor de nuevas ideas universitarias que apasionaron los estudiantes y molestaron profundamente el claustro y autoridades; seguramente esto fue el verdadero motivo de sus ceses y rehabilitaciones. Su obra Breu descripció dels mestres que anaren a besar els mans de sa magesta del Rei Phelip es una sátira graciosa que da una idea de su verdadero carácter, como lo muestra el siguiente texto, extraído de la introducción: 

Yo Mestre Grau

a qui mes plau

ser lo bochí 

del Rey Pasquí,

e lo fiscal

pera dir mal,

vulch de man dit

deixar escrit 

els besamans

que els mestres vans

han fet al Rey,

perque en la lley,

en que yo vixch,

d'est modo em rixch,

riurem de tot

i dir un mot
del mes agut
del corral brut
de les Escoles
de Beceroles,
Gran nuvolada
e cavalcada
de cada trip
al Rey Phelip
ne fan viatge,
que may passatge
de areners viu 
passar lo riu
que tant duràs.
— Guerau, introducción a Breu descripció dels mestres que anaren a besar les mans de sa majestat (1586).

## Obras
- Breu descripció dels mestres que anaren a besar les mans a sa majestat del Rey Phelip, al real de la ciutat de Valencia, el 8 de febrer l'any 1586, reedición al cuidado de Antoni Furió, con motivo del V centenario de la fundación de la Universidad de Valencia (1999).
- Oracions llatines, recitadas en la Universidad valenciana.
- Traducción latina de Lo llibre de consells de Jaume Roig.